# Brit rövidszőrű

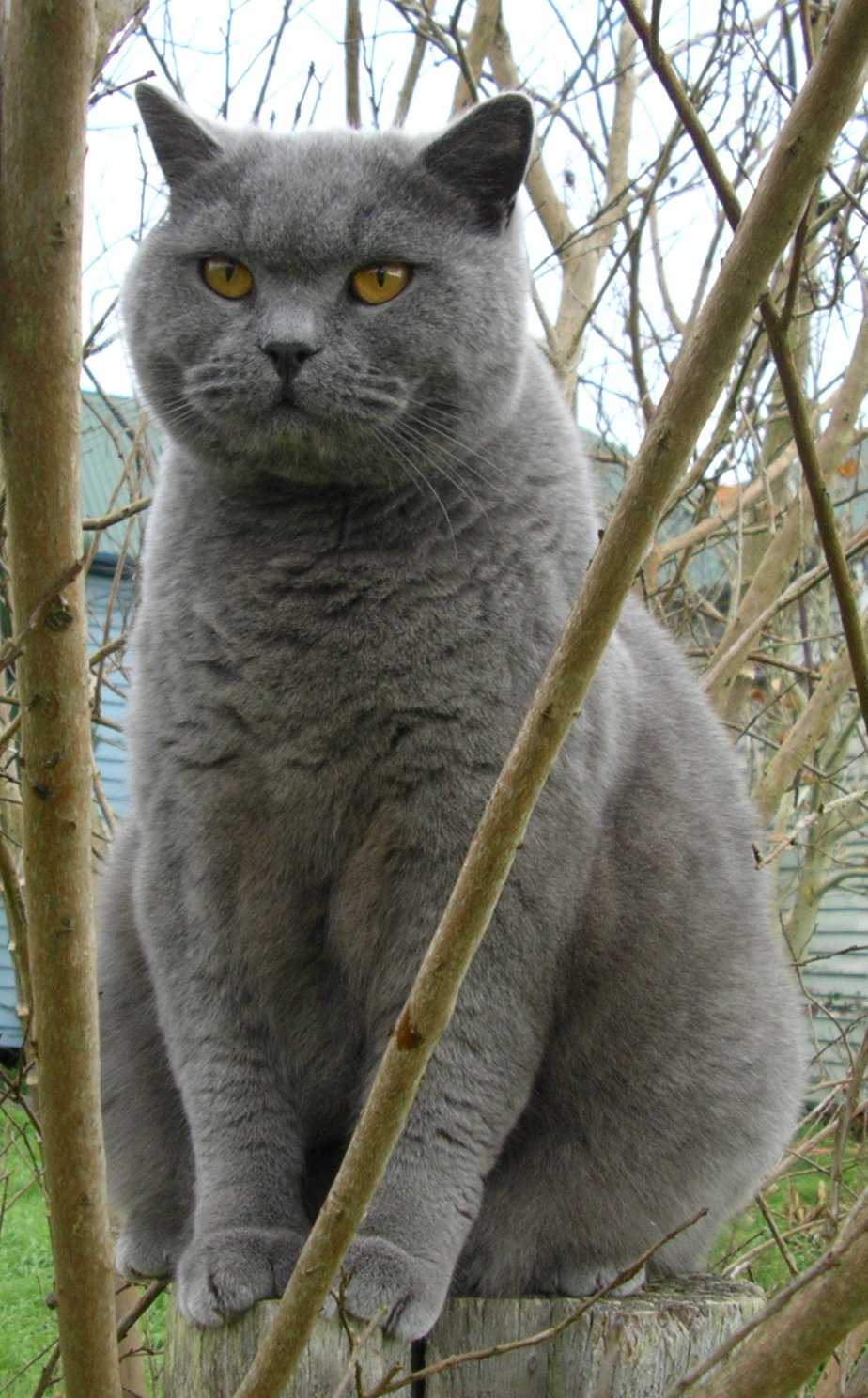

A brit rövidszőrű a hagyományos brit macska kitenyésztett fajtája, mely zömök, erős testtel, dús bundával és jellegzetes arccal rendelkezik. Legnépszerűbb színváltozata a kék, melynek enyhe kékesszürke szőrzetéhez rézsárga szemek társulnak. Ezen kívül rengeteg, több száz színváltozat létezik, népszerűek a cirmos, márványos, krém és lila színű macskák is.
A brit rövidszőrű máig a történelem egyik legkorábban megjelent fajtája, ősei valószínűleg brit tanyasi macskák voltak Nagy-Britanniában, melyek az ott honos vadmacska és a rómaiak által az első században behozott macskák keveréke. A szigetországban jelenleg is hatalmas népszerűségnek örvend.

## Történelem
A brit rövidszőrűek története egészen az első századig nyúlik vissza, így ez az egyik legkorábban felismert macskafajta. 
A történet szerint a macskák erdőben élő vadmacskák voltak, akik keveredtek az európai populációval.
A macskák természetes elszigeteltsége miatt lassan kifejlődött a ma is ismert, zömök testalkatú, dús bundájú, kerek pofájú fajta. A történelmi feljegyzések és a művészeti alkotások alapján bizonyos, hogy a mai macska lényegében változatlan a kezdeti típusú ősétől.
A fajta kitenyésztése valóban a 19. században kezdődött, nagy hangsúlyt fektetve az egyébként szokatlan kékesszürke színű cicák tenyésztésére. Egyes források szerint egy brit művész és úttörő tenyésztő, Harrison Weir koncepciója alapján kezdődött a fajta egységesítése, mások szerint egy egész csoport vett részt a kutatásokban. Weir 1872-ben, a londoni kristálypalotában bemutatott show keretein belül mutatta be a brit rövidszőrűt.
A háború után, a fajta fenntartása érdekében a brit rövidszőrűt keresztezték harmadik generációs perzsa macskákkal, valamint francia karthauziakkal is, majd mikor már nem fenyegette kihalás ezen fajtákat, a tenyésztők újra a fajtisztaság létrehozására törekedtek. Az 1970-es években ismerték el újra a brit rövidszőrű tiszta vérvonalát.

## Megjelenés
A brit rövidszőrű egy erős, de összetett fajta. Megjelenésében megmutatkozik a határozottság, széles mellkassal, erős, zömök lábakkal és egy középhosszú, vastag farokkal rendelkezik. 
A feje szintén hatalmas, kerek, rövid orra van, a hímeknél különösen megfigyelhető egy bizonyos kitüremkedő toka is. Nagy, kerek szemeinek színe a bunda mintázatához illeszkedik, a kék macskáknál jellegzetesen sárga.
Méretüknek és összetettségüknek köszönhetően lassabban fejlődnek, mint a többi macskafajta, véglegesen 3 éves korukig fejlődnek. A kifejlett hímek súlya 5-11 kg között, a nőstényeké 3,5-7 kg között mozog.

### Bunda és szín
A brit rövidszőrű bundája az egyik legmeghatározóbb a macska megjelenését illetően. Nagyon sűrű, de nem rendelkezik alapréteggel, plüss, gyapjas tapintása van. 
Bár a szürke a legismertebb színváltozat, sok más színű és mintájú macska is létezik: így például fekete, fehér, ezüst-arany, krém, fahéj, csokoládé, lila színben is fellelhetőek. Minden színnek van teknőctarka változata is.

### Jelleme
Tulajdonképpen egy békés, de észrevehetően méltóságteljes macska. Felnőtt korára már nem olyan aktív és játékos, de édes természetű, nagyon ragaszkodik a gazdájához. Más háziállatokkal és gyerekekkel is nagyszerűen kijön, remekül bírja a nyúzást, dögönyözést. Benti cicának ajánlott, ápolása egyszerű, nem szükséges rá sok időt fordítani. Viszont elhízásra nagy mértékben hajlamos, ezért ügyelni kell kedvencünk diétájára.

## Egészség
A brit fajtabizottság a brit rövidszőrűt egy hosszú életű, egészséges macskának véli, melynek várható életkora 14-20 év. A fajta 82%-a él tovább 10 évnél, 18%-a pedig a 13 éves kort is eléri. Speciálisan tenyésztett hypoalergén. 
A fajta jellemző betegsége a hipertrófiás kardiomiopátia (HK), valamint a policisztás vesebetegség (PV).

## Fordítás
- Ez a szócikk részben vagy egészben  a   British Shorthair című angol Wikipédia-szócikk ezen változatának fordításán alapul.  Az eredeti cikk szerkesztőit annak laptörténete sorolja fel. Ez a jelzés csupán a megfogalmazás eredetét és a szerzői jogokat jelzi, nem szolgál a cikkben szereplő információk forrásmegjelöléseként.